# Ligné (Loira Atlántico)
 Ligné  es una población y comuna francesa, situada en la región de Países del Loira, departamento de Loira Atlántico, en el distrito de Châteaubriant-Ancenis y cantón de Nort-sur-Erdre.

## Demografía
| Gráfica de evolución demográfica de Ligné entre 2005 y 2019 |
|                                                             |

Fuentes: INSEE.